# Energía de Helmholtz
La energía de Helmholtz (también denominada función de Helmholtz, energía libre de Helmholtz o función trabajo) es una magnitud extensiva, función de estado y potencial termodinámico, de un sistema termodinámico que mide el trabajo obtenible en un sistema cerrado, en condiciones de volumen y temperatura constante. No depende del proceso sufrido, sino del estado final e inicial del sistema. Se usa para ver qué procesos son espontáneos en condiciones de temperatura y volumen constantes. Si el volumen no se mantiene constante, parte del trabajo se efectua en el entorno.
Previamente era denominada energía libre, término que actualmente se retiró de acuerdo a la proposición de la IUPAC.
La energía de Helmholtz fue desarrollada por Hermann von Helmholtz, un físico alemán, y suele denominarse con la letra F. Sin embargo la IUPAC recomienda el uso de la letra A (del alemán Arbeit, «trabajo») y el uso del nombre «energía de Helmholtz».

## Propiedades de la energía de Helmholtz
Se mide en julios [J], calorías [cal] o cualquier otra unidad de energía. Sus variables canónicas son la temperatura {\displaystyle T} y el volumen {\displaystyle V} del sistema. Además, se suele simbolizar con la letra A, de «trabajo» (arbeit, en alemán) o la letra F, de libre (free, en inglés). La definición es:

{\displaystyle F(T,V)=U(T,V)-TS(T,V)\,\quad {\mbox{o}}\quad F=U-TS}

donde U es la energía interna y S la entropía. La definición anterior implica la 1-forma diferencial viene dada por:

{\displaystyle dF=-SdT-PdV\,}

donde P es la presión del sistema. En consecuencia:

{\displaystyle P(V,T)=-\left({\frac {\partial F}{\partial V}}\right)_{T},\qquad S(V,T)=-\left({\frac {\partial F}{\partial T}}\right)_{V}}

## Otros datos importantes
Se relaciona con la energía de Gibbs mediante la expresión

(3)
{\displaystyle dG=dF+d(PV)\,}

Notar que del primer principio de la termodinámica

{\displaystyle \Delta U=Q-W=\Delta (TS)+\Delta F\,}

Donde
{\displaystyle \Delta U} = variación de energía interna del sistema
{\displaystyle Q} = calor recibido por el sistema
{\displaystyle W} = trabajo realizado por el sistema
Siendo:
{\displaystyle TdS=dQ_{r}\,} el calor reversible (es decir, que se puede evacuar o recuperar del sistema cuantas veces se quiera, sin requerir un gasto extra de energía en este proceso).
Integrando a {\displaystyle T} constante:
{\displaystyle \Delta (TS)=Q_{r}\,}
Por lo tanto, en un proceso reversible, el trabajo realizado por el sistema es el negativo de la variación de su energía de Helmholtz:

{\displaystyle W_{r}=-\Delta F\,}

De ahí que también reciba el nombre de «función de trabajo».
La energía de Helmholtz es muy importante en mecánica estadística, ya que su relación con el colectivo canónico permite determinar las propiedades termodinámicas del sistema. Dicha relación viene dada por:

{\displaystyle F(T,V,N)=-kT\ln {\mathcal {Q}}(T,V,N)}

donde {\displaystyle {\mathcal {Q}}(T,V,N)} representa la función de partición canónica, que, en el caso de que las N partículas del sistema sean no interactuantes, se puede escribir a partir de la función de partición de partículas individuales:

{\displaystyle {\mathcal {Q}}(T,V,N)={\mathcal {Z}}^{N}=(\sum _{i}e^{-\epsilon _{i}/KT})^{N}}